# Krutkî, Ciornobai
Krutkî (în ucraineană Крутьки) este localitatea de reședință a comunei Krutkî din raionul Ciornobai, regiunea Cerkasî, Ucraina.

## Demografie
Componența lingvistică a localității Krutkî
     Ucraineană (98,19%)
     Rusă (1,59%)
     Alte limbi (0,14%)
Conform recensământului din 2001, majoritatea populației localității Krutkî era vorbitoare de ucraineană (98,19%), existând în minoritate și vorbitori de rusă (1,59%).